# George Wilson (Comiczeichner, 1921)
George Wilson (* 1921 in Columbus, Ohio; † 7. Dezember 1999) war ein US-amerikanischer Comic- und Coverzeichner.

## Leben
Wilson übte sich in der Kunst des Malens und Zeichnens und nahm Kurse an der Columbus School Of Design. Er erhielt einen Bachelor und Master in Fine Art an der Ohio State University. 1939 besuchte er die Chinard Private Art School in Los Angeles.
Während des Zweiten Weltkrieges diente Wilson als Fluglehrer im Rang eines Captains. In dieser Zeit lernte er Mickey Spillane kennen, woraus sich eine mehr als 60 Jahre andauernde Freundschaft und Zusammenarbeit entwickelte.
In 1947 schlug George die kommerzielle Richtung ein und studierte Layout, Design, Technische Zeichnung und Kunst in der Werbung. Dem folgte von 1949 bis 1951 die Arbeit als einer der ersten Art Directors im frühen Fernsehen in Columbus, Ohio. Er arbeitete in Adak, Alaska und in Mexiko-Stadt, bevor er 1955 wieder nach Columbus, Ohio zurückkehrte. Hier arbeitete er 19 Jahre mit Gordon Keith in der kommerziellen Werbung. Während dieser Zeit unterrichtete er Fine Art und war Mitglied der Pen and Brush League sowie der Columbus Artists Association.
Wilson zog 1974 nach Granville, New York. Er unterrichtete Kunst-Klassen an der Hyde Collection in Glens Falls, New York.
Für den Gold Key Verlag schuf er Comic-Titelbilder für die Serien Twilight Zone, Turok, Space Family Robinson / Lost In Space, Boris Karloff, Doctor Solar, Ripley's Believe It Or Not, Star Trek, Korak, UFO Flying Saucers, Tarzan, Magnus – Robot Fighter, Jungle Twins, Lone Ranger. Für die Perry Rhodan-Serie bei ACE books fertigte er 15 Titelbilder.
Er fertigte sicher mehrere hundert Coverzeichnungen an. Da er eher selten seine Werke signierte, ist die genaue Zahl unbekannt.
Er ist nicht zu verwechseln mit dem US-amerikanischen Comiczeichner George Wilson (14. Oktober 1902 – 11. Juli 1970), geboren als George Homer Willson, Jr.